# Abbaye de l'Escarp
L’abbaye de l'Escarp est une ancienne abbaye cistercienne, située en Espagne, plus précisément à La Granja d'Escarp, dans la comarque de Segrià (Province de Lérida, Catalogne).

## Histoire

### Fondation
L'abbaye de l'Escarp est fondée en 1213 à la suite d'un don de Pierre II d'Aragon aux moines de l'abbaye de Cîteaux.

### Prospérité
Cette fondation est dynamique et de nombreuses vocations y arrivent. L'abbaye administre notamment un hôpital. La reine Blanche d'Anjou y est peut-être enterrée.

### Le déclin
Au XVe siècle, le déclin s'amorce : l'abbaye voit son prestige et ses vocations diminuer. Dès 1583, les moines de l'abbaye de Poblet sont appelés en renfort ; quatre d'entre eux sont présents dans l'abbaye. En 1591, celle-ci est rattachée à Poblet.

### Après les moines
Le désamortissement de Mendizábal chasse les moines et ferme l'abbaye en 1835.